# Deutsche Ringermeisterschaften 1949
Die 37. deutschen Meisterschaften im Ringen wurden 1949 ausgetragen. Austragungsort des Turniers im griechisch-römischen Stil war Bruchsal.
1949 wurden die zweiten deutschen Ringermeisterschaften nach dem Zweiten Weltkrieg ausgetragen. Sie wurden gesamtdeutsch ausgetragen, womit auch Starter aus der DDR zugelassen waren. Trotzdem richtete man in der DDR 1949 erstmals eigene Ringer-Meisterschaften aus (siehe DDR-Ringermeisterschaften 1949), allerdings nur im griechisch-römischen Stil.

## Ergebnisse

### Griechisch-römischer Stil
| Klasse            | Platz | Name                |              |
| ----------------- | ----- | ------------------- | ------------ |
| Fliegengewicht    | 1.    | Walter Schlagmüller | Eckenheim    |
| Fliegengewicht    | 2.    | L. Fischer          | Apolda       |
| Fliegengewicht    | 3.    | R. Gommel           | Feuerbach    |
|                   |       |                     |              |
| Bantamgewicht     | 1.    | Ferdinand Bauer     | München      |
| Bantamgewicht     | 2.    | S. Müller           | Schorndorf   |
| Bantamgewicht     | 3.    | Heinrich Weber      | Göppingen    |
|                   |       |                     |              |
| Federgewicht      | 1.    | Wilhelm Burbach     | Köln-Mülheim |
| Federgewicht      | 2.    | Fritz Bischoff      | Göppingen    |
| Federgewicht      | 3.    | Fritz Pfüller       | Hörde        |
|                   |       |                     |              |
| Leichtgewicht     | 1.    | Walter Hahn         | Göppingen    |
| Leichtgewicht     | 2.    | Wolfgang Ehrl       | München      |
| Leichtgewicht     | 3.    | Georg Fink          | Göppingen    |
|                   |       |                     |              |
| Weltergewicht     | 1.    | Josef Paar          | Reichenhall  |
| Weltergewicht     | 2.    | Heinrich Nettesheim | Köln         |
| Weltergewicht     | 3.    | Franz Wittmann      | Friesenheim  |
|                   |       |                     |              |
| Mittelgewicht     | 1.    | Gustav Gocke        | Dortmund     |
| Mittelgewicht     | 2.    | Bruno Henze         | Frankfurt    |
| Mittelgewicht     | 3.    | Kurt Hoffmann       | Greiz        |
|                   |       |                     |              |
| Halbschwergewicht | 1.    | Max Leichter        | Eckenheim    |
| Halbschwergewicht | 2.    | Höhninger           | Freising     |
| Halbschwergewicht | 3.    | A. Röttgen          | Köln         |
|                   |       |                     |              |
| Schwergewicht     | 1.    | Willi Liebern       | Dortmund     |
| Schwergewicht     | 2.    | Fritz Müller        | Bamberg      |
| Schwergewicht     | 3.    | Maier               | Göppingen    |

### Freistil
| Klasse            | Platz | Name                |                            |
| ----------------- | ----- | ------------------- | -------------------------- |
| Fliegengewicht    | 1.    | Heinrich Seher      | Köln                       |
| Fliegengewicht    | 2.    | Vollmer             | Hörde                      |
| Fliegengewicht    | 3.    | Josef Hintermeier   | München                    |
|                   |       |                     |                            |
| Bantamgewicht     | 1.    | Ferdinand Bauer     | München                    |
| Bantamgewicht     | 2.    | J. Radlmaier        | München                    |
| Bantamgewicht     | 3.    | E. Kohlbeck         | München                    |
|                   |       |                     |                            |
| Federgewicht      | 1.    | Ferdinand Schmitz   | Köln                       |
| Federgewicht      | 2.    | Georg Pulheim       | Köln                       |
| Federgewicht      | 3.    | Josef Böck          | München                    |
|                   |       |                     |                            |
| Leichtgewicht     | 1.    | Wolfgang Ehrl       | ESV München - Ost          |
| Leichtgewicht     | 2.    | Sigmund Bayer       | ESV Sportfreunde Neuaubing |
| Leichtgewicht     | 3.    | Otto Hirsch         | SC Armin München           |
|                   |       |                     |                            |
| Weltergewicht     | 1.    | Heinrich Nettesheim | Köln                       |
| Weltergewicht     | 2.    | Werner Hertling     | SC Heros Dortmund          |
| Weltergewicht     | 3.    | Horst Heß           | SC Heros Dortmund          |
|                   |       |                     |                            |
| Mittelgewicht     | 1.    | Bruno Henze         | SC Rot-Weiß Frankfurt      |
| Mittelgewicht     | 2.    | Sebastian Hering    | ESV Sportfreunde Neuaubing |
| Mittelgewicht     | 3.    | Josef Lehner        | SC Nürnberg 04             |
|                   |       |                     |                            |
| Halbschwergewicht | 1.    | ?                   | ?                          |
| Halbschwergewicht | 2.    | ?                   | ?                          |
| Halbschwergewicht | 3.    | ?                   | ?                          |
|                   |       |                     |                            |
| Schwergewicht     | 1.    | Fritz Müller        | KSV Bamberg                |
| Schwergewicht     | 2.    | Jakob Feilhuber     | ESV Sportfreunde Neuaubing |
| Schwergewicht     | 3.    | A. Strobl           | München                    |